# Мартен ван Россум
Маартен ван Россум (нидерл. Maarten van Rossum; ок. 1478 — 7 июля 1555) — знаменитый голландский полководец, тактик, фельдмаршал.

## Биография
Родом из незнатной дворянской семьи из Залтбоммела провинции Гелдерланд Нидерландов.
В своей деятельности применял принципы кондотьеров, заключая договора о найме на военную службу и переходя из одного воюющего лагеря в другой.
Состоял на службе у Карла, герцога Гельдерна, дослужился у герцога до чина фельдмаршала. В ходе борьбы Карла с Габсбургами, который сначала финансово поддерживал восстание фрисландских крестьян, Маартен ван Россум командовал армией наёмников. 
Проявил себя опытным полководцем. Особо отличился во время Гельдернской войны герцога Карла против Карла V за герцогство Гельдерн.
Также известен участием в разграблении Гааги в 1528 году. После того, как войска герцогства Гельдерн потерпели поражение, оставил сюзерена, перешёл на сторону недавнего противника, и стал служить императору Священной Римской империи Карлу V, его бывшему врагу.
Весной 1555 года тяжело заболел, по некоторым данным, заразился во время пандемия чумы (Черной смерти) или тифа.
Умер в Антверпене 7 июня 1555 года, его тело было похоронено на родине, в г. Россум провинции Гелдерланд.
Является одним из героев нидерландского телевизионного сериала 1969 года «Флорис», в котором показан, как комендант заставы в замке Флориса. Главным злодеем, хитрым, умным и безжалостным.